# Didymops transversa
Didymops transversa är en trollsländeart som först beskrevs av Thomas Say 1839.  Didymops transversa ingår i släktet Didymops och familjen skimmertrollsländor. Inga underarter finns listade i Catalogue of Life.

## Bildgalleri

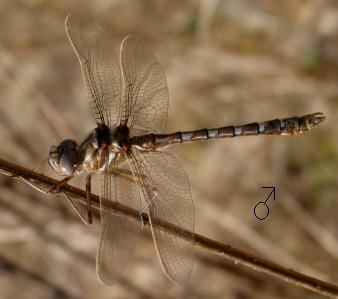